# Wereldkampioenschap superbike van Phillip Island 2003
Het wereldkampioenschap superbike van Phillip Island 2003 was de tweede ronde van het wereldkampioenschap superbike en het wereldkampioenschap Supersport 2003. De races werden verreden op 30 maart 2003 op het Phillip Island Grand Prix Circuit op Phillip Island, Australië.

## Superbike

### Race 1
| Pos | Nr  | Rijder              | Constructeur | Rondes | Tijd              | Grid | Punten |
| --- | --- | ------------------- | ------------ | ------ | ----------------- | ---- | ------ |
| 1   | 100 | Neil Hodgson        | Ducati       | 22     | 34:51.974         | 1    | 25     |
| 2   | 11  | Rubén Xaus          | Ducati       | 22     | +7.745            | 8    | 20     |
| 3   | 10  | Gregorio Lavilla    | Suzuki       | 22     | +11.480           | 7    | 16     |
| 4   | 99  | Steve Martin        | Ducati       | 22     | +17.968           | 9    | 13     |
| 5   | 4   | Troy Corser         | Petronas     | 22     | +18.353           | 6    | 11     |
| 6   | 55  | Régis Laconi        | Ducati       | 22     | +18.647           | 10   | 10     |
| 7   | 9   | Chris Walker        | Ducati       | 22     | +20.317           | 4    | 9      |
| 8   | 48  | David García        | Ducati       | 22     | +29.731           | 3    | 8      |
| 9   | 20  | Marco Borciani      | Ducati       | 22     | +30.113           | 12   | 7      |
| 10  | 19  | Lucio Pedercini     | Ducati       | 22     | +30.226           | 11   | 6      |
| 11  | 5   | Ivan Clementi       | Kawasaki     | 22     | +30.530           | 15   | 5      |
| 12  | 33  | Juan Borja          | Ducati       | 22     | +43.660           | 17   | 4      |
| 13  | 6   | Mauro Sanchini      | Kawasaki     | 22     | +47.605           | 13   | 3      |
| 14  | 15  | Giovanni Bussei     | Yamaha       | 22     | +47.624           | 18   | 2      |
| 15  | 8   | James Haydon        | Petronas     | 22     | +1:05.711         | 14   | 1      |
| 16  | 35  | Nello Russo         | Ducati       | 22     | +1:29.603         | 16   |        |
| 17  | 78  | Jay Normoyle        | Suzuki       | 21     | +1 ronde          | 21   |        |
| 18  | 73  | Steven Cutting      | Suzuki       | 21     | +1 ronde          | 20   |        |
| 19  | 75  | Alistair Maxwell    | Honda        | 21     | +1 ronde          | 23   |        |
| DNF | 91  | Walter Tortoroglio  | Honda        | 15     | Ongeluk           | 19   |        |
| DNF | 7   | Pierfrancesco Chili | Ducati       | 4      | Uitgevallen       | 2    |        |
| DSQ | 52  | James Toseland      | Ducati       | 7      | Gediskwalificeerd | 5    |        |
| DNS | 51  | Davide Messori      | Yamaha       | 0      | Niet gestart      | 22   |        |

### Race 2
| Pos | Nr  | Rijder              | Constructeur | Rondes | Tijd        | Grid | Punten |
| --- | --- | ------------------- | ------------ | ------ | ----------- | ---- | ------ |
| 1   | 100 | Neil Hodgson        | Ducati       | 22     | 34:44.425   | 1    | 25     |
| 2   | 11  | Rubén Xaus          | Ducati       | 22     | +0.070      | 8    | 20     |
| 3   | 7   | Pierfrancesco Chili | Ducati       | 22     | +6.308      | 2    | 16     |
| 4   | 55  | Régis Laconi        | Ducati       | 22     | +6.409      | 10   | 13     |
| 5   | 52  | James Toseland      | Ducati       | 22     | +14.402     | 5    | 11     |
| 6   | 9   | Chris Walker        | Ducati       | 22     | +14.409     | 4    | 10     |
| 7   | 10  | Gregorio Lavilla    | Suzuki       | 22     | +14.426     | 7    | 9      |
| 8   | 4   | Troy Corser         | Petronas     | 22     | +28.645     | 6    | 8      |
| 9   | 99  | Steve Martin        | Ducati       | 22     | +34.094     | 9    | 7      |
| 10  | 20  | Marco Borciani      | Ducati       | 22     | +34.808     | 12   | 6      |
| 11  | 5   | Ivan Clementi       | Kawasaki     | 22     | +34.920     | 15   | 5      |
| 12  | 6   | Mauro Sanchini      | Kawasaki     | 22     | +35.667     | 13   | 4      |
| 13  | 35  | Nello Russo         | Ducati       | 22     | +35.773     | 16   | 3      |
| 14  | 19  | Lucio Pedercini     | Ducati       | 22     | +55.419     | 11   | 2      |
| 15  | 33  | Juan Borja          | Ducati       | 22     | +1:01.414   | 17   | 1      |
| 16  | 8   | James Haydon        | Petronas     | 22     | +1:05.237   | 14   |        |
| 17  | 91  | Walter Tortoroglio  | Honda        | 22     | +1:27.781   | 19   |        |
| 18  | 73  | Steven Cutting      | Suzuki       | 21     | +1 ronde    | 20   |        |
| 19  | 78  | Jay Normoyle        | Suzuki       | 21     | +1 ronde    | 21   |        |
| 20  | 75  | Alistair Maxwell    | Honda        | 21     | +1 ronde    | 23   |        |
| DNF | 51  | Davide Messori      | Yamaha       | 3      | Uitgevallen | 22   |        |
| DNF | 48  | David García        | Ducati       | 2      | Ongeluk     | 3    |        |
| DNF | 15  | Giovanni Bussei     | Yamaha       | 1      | Uitgevallen | 18   |        |

## Supersport
| Pos | Nr | Rijder                   | Constructeur | Rondes | Tijd        | Grid | Punten |
| --- | -- | ------------------------ | ------------ | ------ | ----------- | ---- | ------ |
| 1   | 7  | Chris Vermeulen          | Honda        | 21     | 34:03.675   | 1    | 25     |
| 2   | 2  | Katsuaki Fujiwara        | Suzuki       | 21     | +9.299      | 3    | 20     |
| 3   | 4  | Jurgen van den Goorbergh | Yamaha       | 21     | +14.762     | 6    | 16     |
| 4   | 3  | Stéphane Chambon         | Suzuki       | 21     | +16.008     | 2    | 13     |
| 5   | 83 | Kevin Curtain            | Yamaha       | 21     | +16.106     | 9    | 11     |
| 6   | 8  | Jörg Teuchert            | Yamaha       | 21     | +18.686     | 14   | 10     |
| 7   | 31 | Karl Muggeridge          | Honda        | 21     | +18.834     | 5    | 9      |
| 8   | 17 | Pere Riba                | Kawasaki     | 21     | +22.666     | 10   | 8      |
| 9   | 15 | Alessio Corradi          | Yamaha       | 21     | +22.685     | 18   | 7      |
| 10  | 18 | Robert Ulm               | Honda        | 21     | +22.791     | 8    | 6      |
| 11  | 1  | Fabien Foret             | Kawasaki     | 21     | +22.972     | 4    | 5      |
| 12  | 93 | Christian Kellner        | Yamaha       | 21     | +23.079     | 12   | 4      |
| 13  | 12 | Christophe Cogan         | Honda        | 21     | +23.175     | 20   | 3      |
| 14  | 71 | Werner Daemen            | Honda        | 21     | +23.579     | 16   | 2      |
| 15  | 16 | Simone Sanna             | Yamaha       | 21     | +24.666     | 13   | 1      |
| 16  | 69 | Gianluca Nannelli        | Yamaha       | 21     | +33.429     | 15   |        |
| 17  | 42 | Shannon Johnson          | Honda        | 21     | +36.988     | 22   |        |
| 18  | 77 | Thierry van den Bosch    | Yamaha       | 21     | +54.749     | 17   |        |
| 19  | 20 | Kai Børre Andersen       | Kawasaki     | 21     | +54.762     | 23   |        |
| 20  | 34 | Didier Van Keymeulen     | Kawasaki     | 21     | +55.072     | 24   |        |
| 21  | 21 | Matthieu Lagrive         | Yamaha       | 21     | +1:06.161   | 21   |        |
| 22  | 22 | Stefano Cruciani         | Kawasaki     | 19     | +2 ronden   | 25   |        |
| DNF | 9  | Iain MacPherson          | Honda        | 16     | Ongeluk     | 11   |        |
| DNF | 24 | Gianluigi Scalvini       | Honda        | 14     | Uitgevallen | 19   |        |
| DNF | 23 | Broc Parkes              | Honda        | 5      | Uitgevallen | 7    |        |

## Tussenstanden na wedstrijd

### Superbike
| Pos | Nr  | Rijder           | Team   | Punten |
| --- | --- | ---------------- | ------ | ------ |
| 1   | 100 | Neil Hodgson     | Ducati | 100    |
| 2   | 11  | Rubén Xaus       | Ducati | 80     |
| 3   | 17  | Chris Walker     | Ducati | 48     |
| 4   | 10  | Gregorio Lavilla | Suzuki | 44     |
| 5   | 99  | Steve Martin     | Ducati | 41     |

### Supersport
| Pos | Nr | Rijder                   | Team   | Punten |
| --- | -- | ------------------------ | ------ | ------ |
| 1   | 7  | Chris Vermeulen          | Honda  | 45     |
| 2   | 2  | Katsuaki Fujiwara        | Suzuki | 45     |
| 3   | 4  | Jurgen van den Goorbergh | Yamaha | 23     |
| 4   | 15 | Alessio Corradi          | Yamaha | 23     |
| 5   | 8  | Jörg Teuchert            | Yamaha | 21     |

1990 · 1991 · 1992 · 1994 · 1995 · 1996 · 1997 · 1998 · 1999 · 2000 · 2001 · 2002 · 2003 · 2004 · 2005 · 2006 · 2007 · 2008 · 2009 · 2010 · 2011 · 2012 · 2013 · 2014 · 2015 · 2016 · 2017 · 2018 · 2019 · 2020 · 2022 · 2023 · 2024 · 2025